# علوي المشق
علوي المشق أو ذو المشق الفك العلوي (الاسم العلمي: Chasmagnathus convexus)، هو سلطعون شائع يعيش في المناطق الطينية من فصيلة فارونيات، وهو متوطن في شرق آسيا. في اليابان، يُطلق على هذا السلطعون عادةً اسم هَماغاني hamagani. يوجد لهذا السلطعون شكلان يختلفان في اللون؛ أحدهما أخضر زيتوني والآخر أرجواني. يُعتقد أن الاختلافات في النظام الغذائي مسؤولة عن اختلاف اللون بين الشكلين. يعتبر C. convexus كبيرًا نسبيًا مقارنة بالسرطانات ذات الصلة، ويمكن أن يصل عرضه إلى 4.5 إلى 5 سنتيمترات (1.8 إلى 2.0 بوصة) عبر ذبله. إنهُ ينشط ليليًا في الغالب.